# Capella de la Mare de Déu de Núria (Vallcebre)
La Capella de la Mare de Déu de Núria està situada al municipi de Vallcebre, a prop de la masia de cal Pau, a una alçada de 1.143 msnm. Forma part de l'Inventari del Patrimoni Arquitectònic de Catalunya.

## Descripció
Es tracta d'una petita capella d'una nau amb presbiteri quadrat, coberta amb volta de canó i teulada a doble vessant. Al mur de migdia hi ha oberta una porta amb arc de mig punt rebaixat, fet amb pedra col·locada a la manera d'un aplec de llibre. És un senzill oratori que té l'interior totalment arrebossat i una porta oberta amb reixa.	.

## Notícies històriques
La capella de la Mare de Déu de Núria és un petit oratori construït al segle xviii.	.